# Сімферополь (корабель управління, 1996—2012)
«Сімферо́поль» — корабель управління Військово-Морських Сил України. Середній розвідувальний корабель проекту 861М (тип «Архіпелаг», за класифікацією НАТО — Moma-Mod) .

## Історія
Корабель був закладений і побудований на польській судноверфі «Північна верф» (пол. Stoczni Północnej) в Гданську на замовлення ВМФ СРСР. Заводський номер 861/30.
Кораблі 861 проекту будувалися в Польщі для Військово-Морського Флоту Радянського Союзу як гідрографічні судна. На частині з них після будівництва вже в СРСР встановлювалося розвідувальне обладнання: станції радіо- і радіотехнічної розвідки, засоби спеціального зв'язку. Усього за проектом 861М в 1968—1973 роках було побудовано 9 розвідувальних кораблів .

### Радянський період (1973—1996 роки)
В ВМФ СРСР корабель отримав назву ССВ-416 «Юпітер» (рос. Юпитер) та увійшов до складу 112 бригади розвідувальних кораблів Чорноморського флоту, яка базувалася в Севастополі, а пізніше — в Мирному на озері Донузлав .
В розпал «холодної війни» корабель активно виконував завдання розвідки — здійснював розвідувальні походи в Середземне море і Іберійську Атлантику. Під час бойових походів «Юпітер» здійснював збір, накопичення і аналіз інформації про діяльність ОЗС і ОВМС НАТО в Середземному морі, 6-го флоту США, флотів середземноморських країн — членів НАТО.
Основними завданнями розвідувальних походів СРЗК «Юпітер» були пошук, визначення районів патрулювання, стеження за атомними підводними човнами ВМС США та іншими іноземними підводними човнами, розвідка (стеження) за багатоцільовими (ударними) авіаносцями та іншими ударними угрупованнями ВМС США і НАТО, забезпечення інформацією командування 5-ї Середземноморської ескадри кораблів ВМФ СРСР (5 ОпЕСК) .
- В 1973—1976 роках виконуючи завдання бойової служби «Юпітер» здобував відомості про діяльність ЗС і ВМС Ізраїлю в ході арабо-ізраїльського конфлікту, у тому числі ізраїльсько-сирійського прикордонного конфлікту.
- В липні 1976 року виявив в районі Гібралтарської протоки авіаносець ВМС США «Німіц» (англ. USS Nimitz), який здійснив захід в Середземне море для прикриття евакуації населення з Бейруту в під час «Ліванської кризи». Здійснював стеження і збір інформації про перший авіаносець з ядерною енергетичною установкою.
- В 1987 році забезпечував командування ВМФ інформацією про особливості діяльність 6-го флоту США в протистоянні з Лівією в період збройної конфронтації в районі затоки Сідра (Великий Сірт).

Під час походів «Юпітер» активно вів розвідку навчань ОВМС НАТО, таких як Display Determination та Dogfish. В ході бойових служб корабель неодноразово заходив в райони ракетних бойових стрільб та в райони, які межують з ними для добування радіометричної інформації, оцінки ефективності стрільб, збору інформації про озброєння «імовірного противника».
Командирами СРЗК «Юпітер» були:
1. капітан 3 рангу Чумаков Юрій Петрович (1973—1979);
2. капітан 3 рангу Яшанін Євген Борисович (1979—1987);
3. капітан 3 рангу Калачихін Володимир Ілліч (1987—1989);
4. капітан 2 рангу Лукаш Андрій Дмитрович (1989—1994);
5. капітан 3 рангу Гоголь Костянтин Іванович (1994—1996).

### У складі українського флоту (з 1996 року)
10 січня 1996 року корабель переданий в склад Військово-Морських Сил України, де увійшов до складу 2 бригади десантних кораблів Південної військово-морської бази ВМС як корабель управління з базуванням у Новоозерному.
У складі ВМС України корабель отримав назву U511 «Сімферополь». 1 березня 1996 року на ньому піднято український військово-морський прапор .
- В березні 1997 року разом з морським тральщиком «Мелітополь» і великим десантним кораблем «Костянтин Ольшанський» здійснював демонстраційні дії в районі острова Зміїний.
- В 1997 році брав участь в міжнародних українсько-американських навчаннях «Сі Бриз-97» та російсько-українських навчаннях «Фарватер миру-97».
- В квітні 1998 року забезпечував перші в новітній історії України ракетні стрільби крилатими ракетами по морським цілям з морського і берегового напрямків ракетними катерами «Каховка» і «Прилуки» та береговим ракетним комплексом.

В грудні 1999 року переданий до складу 1 бригади надводних кораблів з базуванням у Севастополі, а в липні 2006 року — Севастопольському військово-морському інституту ім. П. С. Нахімова як навчальне судно.
З 2002 року знаходиться в ремонті в судноремонтному заводі «Металіст» в Балаклаві.
Командирами КУ «Сімферополь» були:
1. капітан 3 рангу Бойко Володимир Ярославович (1996—1997);
2. капітан 2 рангу Дудка Володимир Михайлович (1997—2001);
3. капітан 3 рангу Козлов Юрій Васильович (2001—2003);
4. капітан 2 рангу Ковальов Станіслав Віталійович (2003—2005).

## Особливості конструкції та озброєння

### Радіоелектронне озброєння корабля
- Засоби РЕР і РТР: Вахта-М, Вахта-12, Вахта-10, Ротор-Н, Визир-М, МРР-1-7, Виток-АК, Узел, Кайра, Октава;
- Гідроакустичні станції: МГ-13, МГ-26 Хоста;
- Навігаційна РЛС: дві НРЛС Дон;
- Засоби радіозв'язку: СБД Акула, Интеграл, ЗАС Р-754 Сирена, Р-619 Графит, Т-600 Ключ [3].

### Особливості конструкції
- Корпус змішаного набору: набір головної палуби і днища за поздовжньою схемою; борти, платформа і палуби надбудови — за поперечною схемою, спосіб з'єднання — зварний.
- Форштевень — криголамного типу, корма — крейсерського типу.
- Якірні пристрої: носовий — брашпіль і два 1250-кг якорі Холла, якірний ланцюг калібру 38-мм, правий якірний ланцюг — 225 м, лівий — 200 м. Брашпіль WKV потужністю 5/7/14,5 кВт і швидкістю підйому якірного ланцюга — 10,2 м/хв., тяговое зусилля — 3т. Шпіль — 4,5KKc-25 потужністю 3,5/12/10 кВт, швидкість — 12,5 м/мин. Кормовий — швартовий пристрій.
- Головна енергетична установка: 2 двотактних дизельних двигуна 6TD48 «Zgoda-Sulzer» потужністю 1800 к.с. кожний, n=225 об./хв.
- Допоміжні дизель-генератори: 3 трьохфазні синхронні генератори GBM1312 потужністю 250 кВт, напругою 400 В, двигун 5ВАН-22, 500 об/хв., потужністю 320 к.с.; судовий дизель-генератор GCDd-94a/1 — синхронний потужністю 48 кВт, напругою 400 В, двигун S-324М 1500 об/хв., запуск стиснутим повітрям 30 кг/см², потужністю 320 к.с.
- Компресор — SD1/135, тиск на виході Р=30 кг/см², 2ОК-1 — 1 шт., ЭК-2/150 — 1 шт.
- Паровий котел — VX704С-51 паропродуктивністю 400 кг/год., робочим тиском 7 кг/см².
- Гвинти регульованого кроку (ГРК) — гідравлічні реверсивні типу ВР-861 3-х лопатні з поворотними лопатями, діаметром 2.7 м. Обертання: правий гвинт — за годинником, лівий — проти. Механізм вимірювання кроку — встроєний в лінію валу гідравлічний, поршневий, двосторонньої дії.